# Municipalità locale di Dawid Kruiper
La municipalità locale di Dawid Kruiper (in inglese Dawid Kruiper Local Municipality) è una municipalità locale del Sudafrica appartenente alla municipalità distrettuale di ZF Mgcawu, nella provincia del Capo Settentrionale. Si è costituita nel 2016 a seguito della confluenza tra la municipalità locale di Mier e la municipalità locale di Khara Hais.
In base al censimento del 2016 la sua popolazione è di 100.454 abitanti.
La sede amministrativa e legislativa è la città di Upington e il suo territorio si estende su una superficie di 3.444 km² ed è suddiviso in 12 circoscrizioni elettorali (wards). Il suo codice di distretto è NC083.

## Geografia fisica

### Confini
La municipalità locale di Dawid Kruiper confina a nord e a ovest con il District Management Areas NCDMA08, a est e a sud con quella di !Kheis, a sud e a ovest con quella di !Kai! Garib.

### Città e comuni
- Camp Informal
- Group 23 Military Village
- Karos
- Khara Hais
- Klippunt
- Lambrechtsdrif
- Leerkrans
- Louisvale
- Paballelo
- Raaswater
- Straussburg
- Swartkop
- Upington

### Fiumi
- Donkerhoekspruit
- Doringdam
- Matjies
- Olienhout
- Orange